# Rob Pilatus

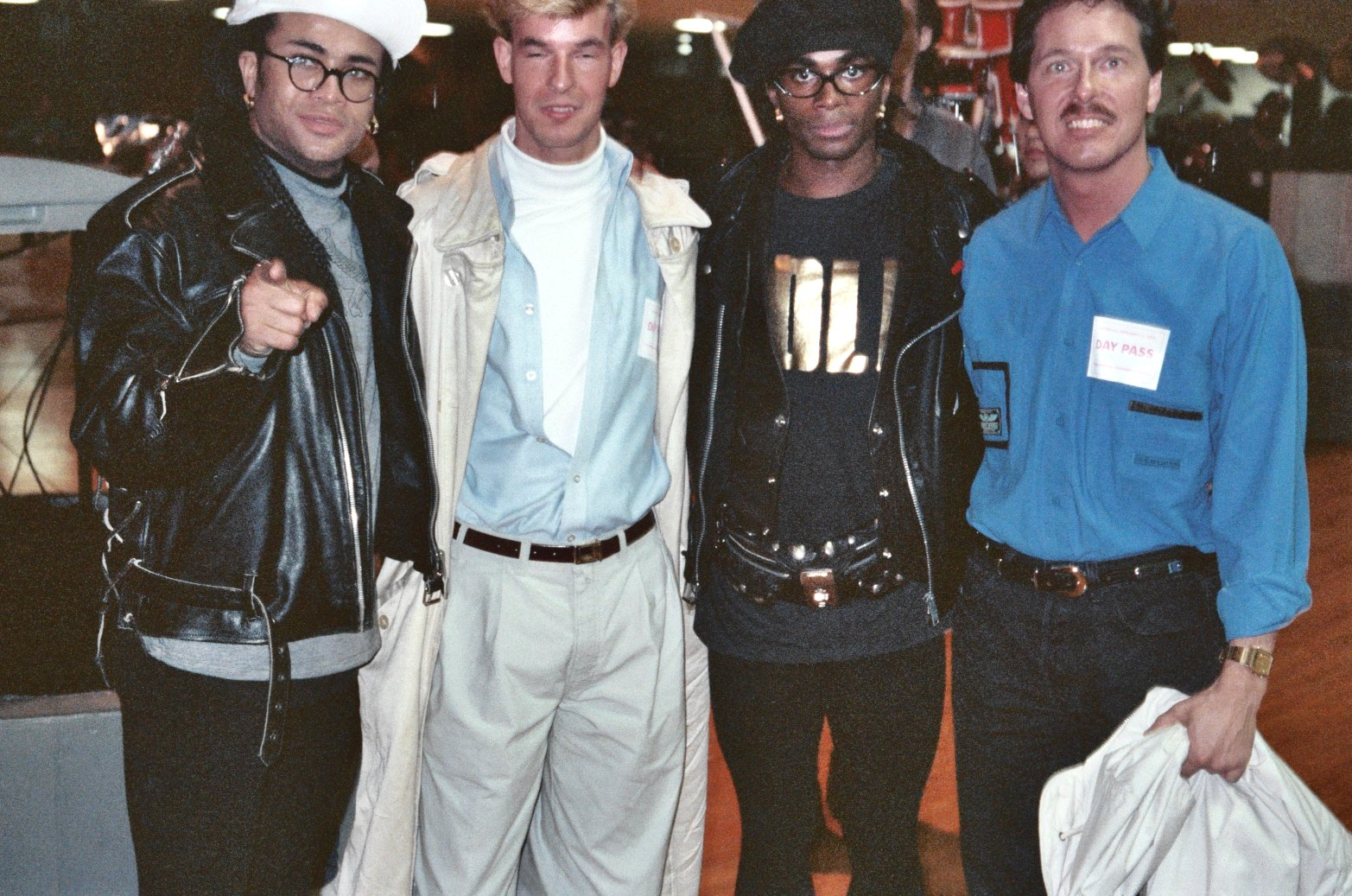
Az 1990-es Grammy-gála. A képen Rob Pilatus, Jeff Crawford, Fab Morvan és Rick Best

Robert „Rob” Pilatus (München, 1964. június 8. – Friedrichsdorf, 1998. április 2.) afroamerikai származású, német állampolgárságú férfimodell, táncos és énekes. Tagja volt a rövidéletű Milli Vanilli elnevezésű duónak Fab Morvannel 1988 és 1990 között. A kezdeti népszerűség időszakában Pilatus azzal a jellegzetes megjelenéssel vált ismertté, hogy cilinderhez hasonló kalapot és napszemüveget viselt, amit egyfajta védjegyként használt.

## Élete
Pilatus édesapja a Németországban állomásozó amerikai erők egyik színesbőrű katonája volt, édesanyja pedig német sztriptíztáncosnő. Robertet és egyik lánytestvérét Carment nem a vér szerinti szülők nevelték (akiknek eredeti nevéről nincs adat). A gyerekek árvaházba kerültek, majd egy német házaspár Hans és Antone Pilatus adoptálták a gyerekeket, akiktől a nevüket is kapták.
Állítása szerint nagyon nehéz gyerekkora. Nevelőapja szigorúan bánt vele és az iskolában is elszigetelve érezte magát bőrének színe miatt. Némely társai bántalmazták is egészen addig, amíg meg nem tanulta megvédeni magát. Felnőttkorára kissé nehéz természetű és bizonyos mértékig agresszív férfi vált belőle.
Ifjúkorában Robert, mint modell, majd pedig mint táncos dolgozott. Rengeteget utazott Európában és Amerikában egyaránt. Morvannel Münchenben ismerkedett meg és kötött vele barátságot. Úgy tervezték, ha már anyagi helyzetük rendeződik stabilabb állást vállalnak. 1987-ben egy Wind nevű énekes csapattal már próbált fellépni az Eurovíziós Dalfesztiválon. Az együttes akkor második helyen végzett a vetélkedőn.
Akadnak vélemények, amelyek szerint Pilátus és Morvan között nem volt igazán szoros barátság, sőt Pilátus féltékeny volt sokszor Morvanre, aki vele szemben higgadtabb volt és könnyebben tudta kezelni a feszültséget.

## A Milli Vanilli frontembere
Frank Farian zenei producer egy törökországi nyaralás során hozta össze Pilatust Morvannel, és megalakította a Milli Vanilli nevű duót, noha a két fiatal férfi egyáltalán nem tudott énekelni. Ezenkívül Pilátusnak meglehetősen rossz hangja is volt. Charles Shaw, Brad Howell és John Davis, akik eredetileg énekelték a számokat, küllemre nem tűntek elég megnyerőnek Farian szerint, akinek elsődlegesen nem kulturális, vagy művészeti céljai voltak, hanem pénzkereseti lehetőséget látott a zeneiparban. Úgy vélték, hogy Rob és Fab táncos képességei fogják kompenzálni az énektehetség hiányát.
A Milli Vanilli a Girl You Know It's True c. számmal (ügyes reklámfogásoknak is köszönhetően) robbant be a köztudatba 1988-ban. Rob és Fab, mint az év felfedezettjei megkapták a Grammy-díjat 1990-ben. A Time magazinban Pilatus önmagáról úgy nyilatkozott, mint az új Elvisről és szerinte a duó jóval többet tett a könnyűzene fejlődéséért, mint más korábbi híres előadók. Albumuk több milliós példányszámban kelt el világszerte. Számos koncertre hívták őket és videoklippek is készültek a párosról, azonban szemfüles nézőknek feltűnt ezeken a koncerteken, hogy a két „énekes” szájából nem hangzik el semmi, csak a kihelyezett hangfalakból hallható zene.
A páros Bristolban koncertezett 1989-ben, ahol 80 ezer néző előtt technikai hiba történt és a hangfalakból a jól ismert slágerük refrénje hallatszott egyfolytában. A nyilvánvaló tényt az első sorokban álló nézők mérhették fel, de a laikus többségnek kevésbé tűnt fel, hogy Pilatus és Morvan nem tudnak énekelni. Az eset annak sem szabott gátat, hogy Pilatus és Morvan megkapja a Grammy-díjat a következő évben. De a bristoli affért követően gyorsan megszaporodtak a pletykák és egyre nehezebb volt titkolni a tényt, hogy a Milli Vanilli egy csalás. Charles Shaw el akarta mondani az igazságot a sajtónak, de Farian 150 ezer dollárért megvásárolta a hallgatását és Shaw visszavonta a nyilatkozatát.
Farian számára kínossá kezdett válni az ügy, ezért úgy döntött nem hosszabbít szerződést a Milli Vanillivel. Erre Morvan és Pilatus megpróbáltak nyomást gyakorolni rá, hogy készítsen csak velük egy újabb albumot (a számokat eredetileg éneklő énekesek nélkül), illetve nagyobb részesedést akartak a bevételből. Farian akkor elhatározta, hogy megszabadul felfedezettjeitől és sajtótájékoztatón ismerte be 1990. november 15-én, hogy a Milli Vanilli sztárjai zenére tátogó imposztorok. Négy nappal később National Academy of Recording Arts and Sciences visszavette a Grammy-díjat Pilátustól és Movrantől, dalaikat az Arista Records lemezkiadó törölte a listákról és az albumukat is kivették a zenei katalógusokból. Az Egyesült Államokban bírósági határozat mondta ki, hogy a Milli Vanilli albumok vásárlói visszaigényelhetik a pénzüket és csak ebben az országban 27 különböző per indult fogyasztóvédelmi csalás megalapozott gyanújával a duó, a producerük és kiadójuk ellen.
A kirobbant botrány szereplői egymásra mutogattak, avagy mentegetőztek. Fariant óriási presztízsveszteség érte és bár folytatódott produceri pályafutása, ám többé nem sikerült olyan jelentős eredményeket elérnie, mint régen, pl. Boney M-mel. A duó először reklámszínészekként próbált fennmaradni, de sikertelenül. Pilatus karrierje végleg zátonyra futott, Morvan ugyan nem adta fel és a mai napig énekel, de nem sok sikerrel.
1992-ben Taj néven saját lemezkiadót hoztak létre és Rob&Fab néven léptek fel újra, de az alacsony nívón túl a Milli Vanilli-féle csalás még mindig élt a köztudatban, így csupán 2000 példányt tudtak eladni albumukból, ezzel a lemezkiadójuk csődbe ment.

## Pilatus halála
A duó a botrányt követően a sajtóban és a popiparban is köznevetség és támadások kereszttüzében állt, a rajongók pedig vagy teljesen hátat fordítottak nekik, vagy annyira meggyűlölték őket, hogy annak hatását közvetlenül is érezte Movran és Pilatus, melyhez még Pilatus fennhéjazó megnyilvánulásai is hozzájárultak. Nem egy helyen a vásárlók Milli Vanilli-albumokat dobáltak egy kupacba és azokat jelképesen úthengerrel zúzták össze. Pilatus viselte a legnehezebben a szégyent és a megaláztatást. A bukás után az Egyesült Államokba távozott, ahol rászokott a drogra és többször kísérelt meg öngyilkosságot is. Első ilyen kísérlete közvetlenül a duó bukása után történt, amely az elveszett hírnév visszaszerzésére is irányult. Pilatus egy los angelesi szállodához előzetesen kihívta a rendőrséget és a sajtót, majd megpróbálta felvágni az ereit, végül azzal fenyegetőzött, hogy kiveti magát a szoba ablakából, a kilencedik emeletről. A rákövetkező években nem egy esetben állították elő az amerikai hatóságok kábítószerrel való visszaélésért és garázdaságért. Morvannal megszakadt a kapcsolata, aki viszont egy rehabilitációt igyekezett kieszközölni neki Németországban.
1996-ban Pilátust három hónapnyi börtönre ítélték rongálásért az Egyesült Államokban, ezt követően tért vissza Európába. 1998. április 2-án Morvan és Pilatus újabb kísérletet tett a visszatérésre a félbehagyott Milli Vanilli-album, a Back and in Attack befejezésével. Ezt egy csapásra keresztülhúzta Pilatus váratlan halála, amely egy Frankfurt melletti kisvárosban következett be. A hatósági vizsgálatok szerint drog- és gyógyszertúladagolás okozta Pilatus halálát, amelyhez hozzájárult a szervezetébe bekerült nagymennyiségű alkohol is.
Ma élő hozzátartozói a húga Carmen és fia. Sírja Münchenben található, a Waldfriedhof temetőben, meglehetősen elhanyagolt állapotban.